# سایمون مور (بازیکن فوتبال)
سایمون مور (انگلیسی: Simon Moore؛ زادهٔ ۱۹ مهٔ ۱۹۹۰) بازیکن فوتبال اهل بریتانیا است.
از باشگاه‌هایی که در آن بازی کرده‌است می‌توان به باشگاه فوتبال برنتفورد، باشگاه فوتبال کاردیف سیتی، باشگاه فوتبال فارن‌بورو، باشگاه فوتبال بیزینگ‌استوک تاون، و باشگاه فوتبال بریستول سیتی اشاره کرد.
وی همچنین در تیم ملی فوتبال Isle of Wight بازی کرده‌است.